# Guido Tosi
Guido Tosi (Busto Arsizio, 10 luglio 1949 – Formazza, 20 novembre 2011) è stato un biologo, zoologo e divulgatore scientifico italiano, esperto di conservazione e gestione della fauna.

## Biografia
Laureato in Scienze biologiche presso l'Università degli Studi di Milano, dal 1977 al 1986 fu libero professionista nel settore della zoologia e gestione faunistica, esperto cacciatore di montagna collaborando con la stessa Università di Milano, di cui diventò Conservatore del Museo Zoologico nel 1986.

### L'attività accademica
Dal 1986 al 1994 Tosi fu conservatore del Museo Zoologico (ora Museo Didattico di Zoologia) del Dipartimento di Biologia dell'Università degli Studi di Milano, contribuendo al suo ammodernamento. 
Nel 1991, nel suo ruolo di Funzionario tecnico, fu chiamato nella sede distaccata dell'Università di Milano a Varese per contribuire alla nascita di un polo di ricerca specificatamente dedicato alla conservazione e gestione della fauna e all'ambiente. Nel 1998 diventò Professore associato presso la neo-istituita Università degli Studi dell'Insubria, dove fu titolare dei corsi di "Zoocenosi e gestione della fauna", "Analisi e gestione delle biocenosi" ed "Educazione ambientale".

### L'inizio della carriera e le tappe più significative
Tosi, sin dal principio della sua carriera, pose le basi di quella che sarebbe in seguito divenuta la sua professionalità scientifica nel settore della zoologia applicata e della conservazione e gestione faunistica: sin dal 1974 fu attivo collaboratore del gruppo di ricerca dell'Università degli Studi di Milano, insieme a Ettore Tibaldi e Silvano Toso (successivamente divenuto Direttore dell'Istituto Nazionale per la Fauna Selvatica, confluito nell'Istituto Superiore per la Protezione e la Ricerca Ambientale), che lo vide condurre studi sull'ecologia dell'avifauna nel tratto di fiume Po interessato dalla centrale nucleare di Caorso, nell'ambito del progetto "Indagine idrobiologica per la valutazione degli effetti degli scarichi termici di centrali termoelettriche sull'ecosistema fluviale del medio Po", attività che videro impegnato Tosi sino al 1989.
Grande appassionato cacciatore da sempre rispettoso della fauna selvatica e particolarmente attento nella gestione della stessa, amava perdersi nelle montagne ad ammirare le bellezze delle stesse e dei suoi abitanti.

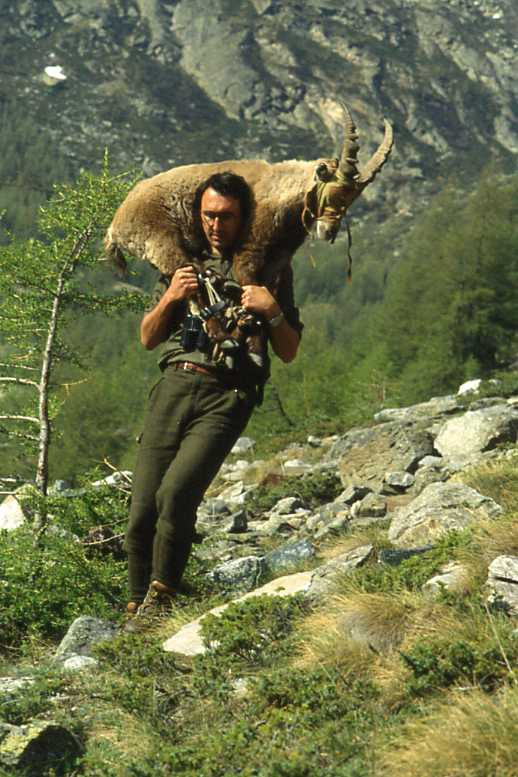
Tosi durante il trasporto di un individuo di stambecco catturato in Valsavaranche, nel maggio 1990 all'interno del Parco Nazionale del Gran Paradiso per la reintroduzione nelle Alpi Orobie.

Dal 1980 al 1999 Tosi si dedicò al progetto di reintroduzione dello stambecco sulle Alpi lombarde, nella veste di Coordinatore scientifico del programma di ricerca, conservazione e monitoraggio a lungo termine "Reintroduzione dello stambecco (Capra ibex) sulle Alpi Lombarde". Un importante progetto di conservazione attiva grazie al quale le Alpi lombarde vantano una ampia popolazione di questa specie che ha costituito, proprio in quegli anni, un emblema della conservazione della fauna in Italia.
L'esperienza maturata in questo progetto fece sì che Tosi fosse anche attivamente coinvolto in progetti di reintroduzione avvenuti successivamente in altre aree delle Alpi italiane, quale il progetto di reintroduzione nel Massiccio dell'Adamello, e il progetto di reintroduzione in Val di Genova

Rilasci di stambecco effettuati in Val Biandino, ottobre 1989.

A partire dal 1992 iniziò la sua attività nell'ambito della gestione e conservazione della fauna all'estero, in collaborazione con il Cesvi, in particolare in Africa nell'ambito del progetto "Management Plan of Iona National Park" (Angola), seguito nel 1993 dal progetto "Conservation and use of environmental resources for the benefit of the populations living in the area of Lake Rukwa, Lukwati and Muipa Forest Reserves" (Tanzania e "Sustainable Development and Natural Resources Management in Southern Zimbabwe". Nel 1995 fu Coordinatore scientifico del progetto "Analysis of migratory movements of large mammals and their interaction with human activities" nel Parco nazionale del Tarangire (Tanzania).
Nel 1996 contribuì a fondare la ONG Istituto Oikos Onlus, con cui diede vita, nel 2003, alla stazione di ricerca e formazione "Mkuru Training Camp", nel nord della Tanzania, per la quale rivestì il ruolo di Coordinatore scientifico fino al 2011.
Dal 2006 al 2011 è stato membro del Consiglio Direttivo del Consorzio del Parco Nazionale dello Stelvio. La nomina è avvenuta da parte del Ministero dell'Ambiente e della Tutela del Territorio e del Mare.
Promuove l'istituzione della Riserva Naturale Statale “Tresero – Dosso del Vallon” nel Parco Nazionale dello Stelvio.

### La Conservazione dei grandi Carnivori
Tosi realizzò, in collaborazione con Marco Apollonio dell'Università degli Studi di Sassari e con il contributo dell'Ufficio faunistico del Parco naturale provinciale dell'Adamello-Brenta (Trento) uno studio di revisione delle scelte gestionali da adottare nell'ambito della conservazione dell'orso bruno nelle Alpi Centrali. Tale documento, denominato "Approfondimenti tecnico-scientifici sulla gestione della popolazione di orsi in Trentino e sulla sua sostenibilità", realizzato per conto della Provincia autonoma di Trento, costituisce lo strumento di gestione a cui gli Enti interessati fanno riferimento per pianificare le strategie di intervento.

### La comunicazione
Dal 1989 al 1994 fu consulente scientifico, per gli aspetti faunistici, della trasmissione in onda su Canale 5 "L'Arca di Noè"., condotto da Licia Colò. La consulenza scientifica lo portò a commentare diversi filmati girati in Africa (Burkina Faso, Kenya, Madagascar, Sudafrica, Swaziland, Tanzania); Asia (India); Europa; Sud e Nord America (Argentina, Cile, Alaska, Canada).
Fu inoltre autore di alcuni articoli divulgativi sulla fauna e sulla conservazione dell'ambiente, in particolare sul mensile Oasis (rivista).
- TOSI Guido, Petretti Francesco, Gerletti Guido, 1992. Fragili pachidermi : elefante africano. Oasis, 7-8: 30-51.
- Guido TOSI, 1993. In equilibrio sulle Alpi: camoscio alpino. Oasis, 4: 36-53.
- Gerletti Guido, TOSI Guido, 1994. Bufalo cafro. Il successo è nel gruppo. Oasis, 5: 38-53.
- TOSI Guido, 1994. Un dilemma per il futuro: protezione o gestione? Oasis, 11: 59.
- TOSI Guido, Gerletti Guido, 1995. Rinoceronti africani. Cronaca di un'estinzione annunciata. Oasis, 5: 41-55.
- Gerletti Guido, TOSI Guido, 1995. Antilopi. L'evoluzione a rischio. Oasis, 7: 26-39.

Nel 2000 è membro della Giuria Internazionale del 14° Sondrio Film Festival.
Nel 2005 è autore dei testi del libro fotografico sul popolo Masaai curato da Franco Mari "Io Masai" Ed. Nicolini.
Dal 15 al 16 giugno 2007 è il padrino della Prima Giornata italiana della Biodiversità.

### L'incidente in Val Formazza
Il 20 novembre 2011 è scomparso precipitando in un dirupo in Val Formazza.
Il 28 novembre 2011 è stato ricordato con un minuto di silenzio in occasione della celebrazione dei 20 anni dei Parchi e della conservazione della fauna selvatica.
Dal 20 dicembre 2011 il gruppo di ricerca coordinato da Tosi operante presso l'Università degli Studi dell'Insubria è stato denominato, in sua memoria, Unità di Analisi e Gestione delle Risorse Ambientali (UAGRA) - Guido Tosi Research Group.
Il 31 gennaio 2012 ha ottenuto una menzione speciale alla memoria dal Governatore della Regione Lombardia, Roberto Formigoni, nell'ambito del cerimonia del conferimento del Premio Eupolis 2012 "per il costante e collaborativo contributo di conoscenza offerto nella gestione delle risorse naturali e nelle modalità relazionali tra enti e soggetti della pubblica amministrazione".
I'1º giugno 2012 si è tenuta una cerimonia di commemorazione organizzata dall'Università degli Studi dell'Insubria.
Al 73º Congresso dell'Unione Zoologica Italiana (UZI), tenutosi a Firenze dal 24 al 27 settembre 2012, il Simposio II "Uso dello Spazio, Orientamento e Migrazioni" è stato organizzato in "onore di Guido Tosi".
Il 16 novembre 2012, la Provincia di Varese, nella persona dell'Assessore alle Politiche per l'Agricoltura e Gestione Faunistica – Commercio ha presieduto la cerimonia di taglio del nastro della Sala Convegni "Guido Tosi", a lui intitolata.
L'Associazione Teriologica Italiana (ATIt) dà comunicazione della cerimonia di taglio del nastro della Sala Convegni "Guido Tosi", faunista e teriologo già Socio dell'Associazione..
La Regione Lombardia, Direzione Generale Agricoltura, il 15 febbraio 2013 ha presentato a Palazzo Lombardia, il volume postumo curato da Tosi "Monitoraggio di Uccelli e Mammiferi in Lombardia. Tecniche e metodi di rilevamento". Nel corso dell'evento è stato dedicato un momento di ricordo a Guido Tosi..
Il 21 settembre 2014 viene inaugurata la Baita del Ghighel ., dedicata alla memoria di Tosi, che conterrà immagini, testi e oggetti che testimonieranno la sua attività professionale.. Nel corso dell'evento è stato inoltre fondato il Centro di Formazione Permanente sulla Gestione e Conservazione della Fauna Alpina “Guido Tosi”, promosso in sinergia dall'Università degli Studi dell'Insubria, Istituto Oikos, Comune di Formazza, AFV "Formazza", Consiglio Nazionale delle Ricerche (CNR) - Istituto per lo Studio degli Ecosistemi (ISE), Istituto Superiore per la Protezione e la Ricerca Ambientale (ISPRA), Unione Nazionale Cacciatori Zona Alpi (UNCZA), Legambiente, Club Alpino Italiano. Il Centro di Formazione Permanente sulla Gestione e Conservazione della Fauna Alpina "Guido Tosi" ha ricevuto il patrocinio da parte della Convenzione delle Alpi e della Rete Alpina delle Aree Protette - Alparc .

## Pubblicazioni

### Pubblicazioni scientifiche
Lista delle più significative pubblicazioni scientifiche degli ultimi dieci anni di attività:
- Bisi F., Nodari M., Dos Santos Oliveira N. M., Masseroni E., Preatoni D.G., Wauters L. A., TOSI G., Martinoli A., 2011., Space use patterns of mountain hare (Lepus timidus) on the Alps.", European Journal of Wildlife Research, 57(2): 305-312.
- Di Pierro E., Ghisla A., Wauters L., Molinari A., Martinoli A., Gurnell J., TOSI G., 2011., The effects of seed availability on habitat use by a specialist seed predator.", European Journal of Wildlife Research, 57(3): 585-595.
- Romeo C., Wauters L.A., Preatoni D., TOSI G., Martinoli A., 2010., Living on the edge: Space use of Eurasian red squirrels in marginal high-elevation habitat.", Acta Oecologica 36(6): 604-610.
- Zong C., Wauters L.A., Van Dongenc S., Romeo V.M.C., Martinoli A., Preatoni D., TOSI G., 2010., Annual variation in predation and dispersal of Arolla pine (Pinus cembra L.) seeds by Eurasian red squirrels and other seed-eaters.", Forest Ecology and Management, 260(5): 587-594.
- Di Pierro E., Bertolino S., Martinoli A., Preatoni D., TOSI G., Wauters L.A., 2010., Estimating offspring production using capture-mark-recapture and genetic methods in red squirrels.", Ecological Research, 25(2): 395-402.
- Rodriguez D., Wauters L., Romeo C., Mari V., Preatoni D., daLuz Mathias M., TOSI G., Martinoli A., 2010., Living on the edge: can red squirrels (Sciurus vulgaris) persist in extreme high-elevation habitats?", Arctic, Antarctic, and Alpine Research, 42(1): 106–112.
- Bertolino S., Wauters L., Pizzulla A., Molinari A., Lurz P., TOSI G., 2009., A general approach of using hair-tubes to monitor the European red squirrel: A method applicable at regional and national scales.", Mammalian Biolgy, vol. 74(3): 210-221.
- Spada M., Szentkuti S., Zambelli N., Mattei-Roesli M., Moretti M., Bontadina F., Arlettaz R., TOSI G., Martinoli A., 2008., Roost selection by non-breeding Leisler noctule bat (Nyctalus leisleri) in montane woodlands: implications for habitat management.", Acta Chiropterologica, 10(1): 81-88.
- Gagliardi A., Martinoli A., Preatoni D., Wauters L.A., TOSI G., 2007., From mass of body elements to fish biomass: a direct method to quantify food intake of fish eating birds.", Hydrobiologia 583: 213-222.
- Msoffe F., Mturi F.A., Galanti V., Tosi W., Wauters L.A., TOSI G., 2007., Comparing data of different survey methods for sustainable wildlife management in hunting areas: the case of Tarangire-Manyara ecosystem, northern Tanzania.", European Journal of Wildlife Research 53(2): 112-124.
- Wauters L.A., Vermeulen M., Van Dongen S., Bertolino S., Molinari A., TOSI G., Matthyssen E., 2007., Effects of spatio-temporal variation in food supply on red squirrel (Sciurus vulgaris) body size and body mass and its consequences for some fitness components.", Ecography 30(1): 51-65.
- Boutin S., Wauters L.A., Mcadam A., Humphries M.M., TOSI G., Dhondt A., 2006., Anticipatory reproduction and population growth in seed predators.", Science 314(5807): 1928-1930.
- Gagliardi A., Martinoli A., Preatoni D., Wauters L.A., TOSI G., 2006., Behavioral responses of wintering great crested grebe to dissuasion experiments: implications for management.", Waterbirds 29(1): 105-114.
- Galanti V., Preatoni D., Martinoli A., Wauters L.A., TOSI G., 2006., Space and habitat use of a conservation paradigm species, the African elephant, in Tarangire National Park, Tanzania. ", Mammalian Biology 71(2): 99-114.
- Martinoli A., Preatoni D., Galanti V., Codipietro P., Kilewo J., Fernandes C.A.R., Wauters L.A., TOSI G., 2006., Species richness and habitat use of small carnivores in the Arusha National Park (Tanzania).", Biodiversity and Conservation 15(5): 1729-1744.
- Molinari A., Wauters L.A., Airoldi G., Cerinotti F., Martinoli A., TOSI G., 2006., Cone selection by Eurasian red squirrels in mixed conifer forests in the Italian Alps.", Acta Oecologica 30(1): 1-10.
- Preatoni D., Mustoni A., Martinoli A., Carlini E., Chiarenzi B., Chiozzini S., Van Dongen S., Wauters L.A., TOSI G., 2005., Conservation of Brown Bear in the Alps: space use and settlement behaviour of reintroduced bears.", Acta Oecologica 28(3): 189-197.
- Trizio I., Crestanello B., Galbusera P., Wauters L.A., TOSI G., Matthysen E., Hauffe H.C., 2005., Geographical distance and physical barriers shape the genetic structure of Eurasian red squirrels (Sciurus vulgaris) in the Italian Alps.", Molecular Ecology 14(2): 469-481.
- Wauters L.A., Bertolino S., Adamo M., Van Dongen S., TOSI G., 2005., Food shortage disrupts social organization: the case of red squirrel in conifer forests.", Evolutionary Ecology 19(4): 375-404.
- Bertolino S., Vizzini A., Wauters L.A., TOSI G., 2004., Consumption of hypogeous and epigeous fungi by the red squirrel (Sciurus vulgaris) in subalpine conifer forests.", Forest Ecology and Management 202: 227-233.
- Gurnell J., Wauters L.A., Lurz P.W.W., TOSI G., 2004., Alien species and interspecific competition: effects of introduced eastern grey squirrels on red squirrel population dynamics.", Journal of Animal Ecology 73(1): 26-35.
- Wauters L.A., Matthysen E., Adrianensen F., TOSI G., 2004., Within-sex density dependence and population dynamics of red squirrels Sciurus vulgaris.", Journal of Animal Ecology 73(1):11-25.
- Martinoli A., Gagliardi A., Preatoni D., Di Martino S., Wauters L., TOSI G., 2003., The extent of Great Crested Grebe predation on Bleak in Lake Como, Italy.", Waterbirds 26(2): 201-208.
- Wauters L.A., Gurnell J., Martinoli A., TOSI G., 2002., Interspecific competition between native Eurasian red squirrels and alien grey squirrels: does resource partitioning occur?", Behaviour Ecology and Sociobiology 52(4): 332-341.
- Wauters L.A., TOSI G., Gurnell J., 2002., Interspecific Interspecific competition in tree squirrels: do introduced grey squirrels (Sciurus carolinensis) deplete tree seeds hoarded by red squirrels (Sciurus vulgaris)?", Behavioral Ecology and Sociobiology 51(4): 360-367.
- Gurnell J., Wauters L.A., Preatoni D., TOSI G., 2001., Spacing behaviour, kinship, and population dynamics of grey squirrels in a newly colonized broadleaf woodland in Italy.", Canadian Journal of Zoology 79(9): 1533-1543.
- Martinoli A., Preatoni D.G., Chiarenzi B., Wauters L.A., TOSI G., 2001., Diet of stoats (Mustela erminea) in an Alpine habitat: The importance of fruit consumption in summer.", Acta Oecologica 22(1): 45-53.
- Wauters L.A., Gurnell J., Martinoli A., TOSI G., 2001., Does interspecific competition with introduced grey squirrels affect foraging and food choice of Eurasian red squirrels? ", Animal Behaviour 61(6): 1079-1091.
- Wauters L.A., Gurnell J., Preatoni D., TOSI G., 2001., Effects of spatial variation in food availability on spacing behaviour and demography of Eurasian red squirrel.", Ecography 24(5): 525-538.

### Monografie
- Guido TOSI, Guido Pinoli, Ettore Tibaldi 1993., "Le specie animali degli ultimi secoli. In: AA.VV. Storia Economica e Sociale di Bergamo" Archiviato il 28 luglio 2014 in Internet Archive., I caratteri originali della Bergamasca. Fondazione per la Storia economica e sociale di Bergamo, Bergamo., Volume 1.
- TOSI G., Lovari S., 1997., Status Survey and Conservation Action Plan for Caprinae. Wild Sheep and Goats and their Relatives. 6.9 Italy.", In: Shackleton D.M. (Ed.), I.U.C.N./S.S.C. Caprinae Specialist Group. I.U.C.N.: 111-118.
- TOSI G., Pedrotti L., 1998., Bovidi.", In: Simonetta A.M., Dessì-Fulgheri F. Principi e tecniche di gestione faunistico venatoria. p. 262-274.Greentime, Bologna.
- Mustoni A., Pedrotti L., Zanon E., TOSI G., 2002., Ungulati delle Alpi. Biologia – riconoscimento – gestione.", Nitida Immagine Editrice, Cles (Trento).
- TOSI G., Martinoli A., 2002., La fauna tra spopolamento e reintroduzione.", Capitolo del libro “Montagne d'Italia” edito dall'Istituto Geografico De Agostini di Novara, in collaborazione con la Società Geografica Italiana e il Club Alpino Italiano.
- TOSI G., Martinoli A., Preatoni D., Cerabolini B., Vigorita V., 2003. Foreste e biodiversità faunistica in Lombardia. Monitoraggio e conservazione della fauna forestale (Galliformi e Mammiferi). Regione Lombardia – Agricoltura.
- TOSI G., Pedrotti L., 2003., Capra ibex Linnaeus 1758."[collegamento interrotto], In: Boitani L., Lovari S., Vigna Taglianti A. (Editors). Fauna d'Italia. Mammalia III: Carnivora - Artiodactyla. (pp. 364-384). BOLOGNA: 24 Ore Edagricole, Bologna.
- TOSI G., Pedrotti L., 2003., Rupicapra rupicapra (Linnaeus 1758)."[collegamento interrotto], In: Boitani L., Lovari S., Vigna Taglianti A. (Editors). Fauna d'Italia. Mammalia III: Carnivora - Artiodactyla. (pp. 386-402). BOLOGNA: 24 Ore Edagricole, Bologna.
- Gagliardi A., TOSI G., 2012 (postumo)., Monitoraggio di Uccelli e Mammiferi in Lombardia. Tecniche e metodi di rilevamento.", Regione Lombardia, Università dell'Insubria, Istituto Oikos. ISBN 978-88-97594-05-5